# Soft Cell
Soft Cell (anglicky Jemná buňka) je britské synthpopové duo, které bylo populární zejména v brzkých osmdesátých letech dvacátého století. Proslavilo se díky coververzi písně „Tainted Love“ z roku 1964. Kapela se skládá z Marca Almonda a Davida Balla.
Kapela vznikla v roce 1978. Nejprve nahráli EP Mutant Moments, díky matce Davida Balla, která jim půjčila 2000 liber na produkci desky. Později se ale proslavili albem s erotickými podtexty Non-Stop Erotic Cabaret z roku 1981, ve kterém jsou písně jako one-wonder hit „Tainted Love“ či kontroverzní „Sex Dwarf“.
Duo spolu přestalo vystupovat v roce 1984, ale oba hudebníci zůstali v kontaktu.
V roce 2002 kapela ožila a nahrála album Cruelty Without Beauty. Později opět vystupovat přestala. V září roku 2018 byla její činnost opět obnovena, a to za účelem odehrání svého vůbec posledního koncertu.
V roce 2008 magazín OUT album Non-Stop Erotic Cabaret obsadil do svého seznamu „100 největších gayských alb“.

## Diskografie
- 1981 Non-stop Erotic Cabaret
- 1982 Non-stop Ecstatic Dancing
- 1983 The Art of Falling Apart
- 1984 This Last Night In Sodom
- 2002 Cruelty Without Beauty
- 2003 At the BBC – In Session
- 2003 Live (Soft Cell)
- 2005 The Bedsit Tapes